# Gaesischia buzzii
Gaesischia buzzii är en biart som beskrevs av Urban 1989. Gaesischia buzzii ingår i släktet Gaesischia och familjen långtungebin. Inga underarter finns listade i Catalogue of Life.